# 930. grenadirski polk (Wehrmacht)
930. grenadirski polk (izvirno nemško 930. Grenadier-Regiment; kratica 930. GR) je bil pehotni polk Heera v času druge svetovne vojne.

## Zgodovina
Polk je bil ustanovljen 15. oktobra 1942 iz 930. pehotnega polka. Poleti 1943 je bil preimenovan v 930. varnostni polk.
Oktobra 1944 je bil ponovno preimenovan v grenadirski polk.